# Canal de la Luisenstadt

Plan du canal

Le canal de la Luisenstadt (Luisenstädtischer Kanal) est un ancien canal long de 2,3 km qui traversait le centre-ville de Berlin à travers les quartiers de Berlin-Mitte et Berlin-Kreuzberg. Cette voie navigable faisait communiquer les eaux de la Sprée et du landwehrkanal avec en son centre un plan d'eau du nom d'Engelbecken ou « bassin de l'archange » situé devant l'église de l'archange Saint-Michel. Le canal est nommé après le quartier historique de Luisenstadt en référence à la reine Louise épouse de Frédéric-Guillaume III qui règne sur la Prusse de 1797 à 1840.
Le canal a été dessiné par le paysagiste Peter Joseph Lenné d'après les plans initiaux de Johann Carl Ludwig Schmid. Il est construit entre 1848 et 1852. Il s'étend du port urbain (Urbanhafen) du landwehrkanal au sud, traverse en ligne droite la porte de l'Eau et l'Oranienplatz vers le nord pour atteindre l'Engelbecken et l'église Saint-Michel. Là, le canal bifurque vers l'est et rejoint la Sprée dans un tracé en forme de coude. Outre sa fonction de voie navigable pour les transports fluviaux et de drainage des sols, le but du chantier est aussi de redessiner l'urbanisme du quartier en en faisant une zone arborée attractive longée par des immeubles néoclassiques.
Le canal n'a jamais eu une circulation fluviale importante, du fait d'une masse d'eau souvent insuffisante qui était amenée à stagner. Entre 1926 et 1932, le canal est partiellement comblé par le paysagiste Erwin Barth qui transforme le canal en un jardin public et en chemin pédestre en contrebas des quais. L'Engelbecken est conservée avec l'addition de jets d'eau.
Pendant la Seconde Guerre mondiale et dans l'après-guerre, certaines parties du jardin ont été endommagées et ensuite remblayées par des gravats. En 1961, le Mur de Berlin est construit le long du coude nord du canal. Depuis 1991, le jardin a été restauré à l'image de son état en 1928.

## Les ponts sur le canal
Les deux flancs du canal ont été progressivement reliés par des ponts et des passerelles. Aujourd'hui, seul le pont Waldemar a été conservé dans son état originel.
| - 1. Zwillingsbrücke (ponts jumeaux) - 2. Köpenicker Brücke (pont de Köpenick) - 3. Melchiorbrücke (pont Melchior) - 4. Adalbertbrücke (pont Adalbert) - 5. Elisabethbrücke (pont Élisabeth) - 6. Königinbrücke (pont de la Reine) | - 7. Waldemarbrücke (pont Waldemar) - 8. Oranienbrücke (pont Orange) - 9. Luisenbrücke (pont Louise) - 10. Neue Wassertorbrücke (nouveau pont de la porte de l'Eau) - 11. Drehbrücke (pont tournant) | - 12. Wassertorbrücke (pont de la porte de l'Eau), remplacé par le viaduc de la ligne 1 du métro de Berlin - 13. Luisensteg (passerelle Louise), une passerelle d'une conduite de gaz réaménagée en voie piétonne. |